# Guadamello
Guadamello is een plaats (frazione) in de Italiaanse gemeente Narni.